# فرانك بيلكناب لونغ
فرانك بيلكناب لونغ (بالإنجليزية: Frank Belknap Long)‏ (27 أبريل 1901، نيويورك في الولايات المتحدة - 3 يناير 1994 في الولايات المتحدة)؛ شاعر، كاتب وروائي أمريكي.

## روابط خارجية
- فرانك بيلكناب لونغ على موقع IMDb (الإنجليزية)
- فرانك بيلكناب لونغ على موقع ميوزك برينز (الإنجليزية)
- فرانك بيلكناب لونغ على موقع ديسكوغز (الإنجليزية)